# 페어리 펜서 F
페어리 펜서 F(Fairy Fencer F, フェアリーフェンサーエフ)는 2013년 컴파일 하트의 갈라파고스 RPG 브랜드의 플레이스테이션 3 및 윈도우용 판타지 롤플레잉 게임이다. 이 게임은 초차원게임 넵튠의 전투 시스템을 수정한 버전을 사용한다. 윈도우 버전은 2015년 8월 4일에 출시되었다.
확장판(Fairy Fencer F: Advent Dark Force)은 2015년 일본에서 플레이스테이션 4용으로 출시되었으며, 2016년 전 세계에 출시되었다. 각각 2017년과 2019년에 윈도우 및 닌텐도 스위치용 포트를 받았다.
스핀오프(Fairy Fencer F: Refrain Chord)는 2022년 9월 15일 닌텐도 스위치, 플레이스테이션 4, 플레이스테이션 5용으로 일본에서 출시되었다.

## 스토리
아주 먼 옛날, 여신과 악신 사이에 갈등이 있었다. 두 신은 직접적으로 싸우지는 않았지만, 다른 사람들이 사용할 수 있도록 수많은 특수 무기를 만들었다. 결국 이들 세력은 서로를 봉인했고, 그 세력은 세상에서 사라졌다. 현대에는 이러한 남은 무기를 "퓨리"라고 부르고 이를 휘두르는 전사를 "펜서"라고 한다. 퓨리의 무기는 믿을 수 없을 만큼 강력하다고 알려져 있기 때문에 펜싱 선수들은 이를 획득하기 위해 끊임없이 노력한다. 기묘한 우연의 일치로 두 검객 팡과 티아라가 여신과 악신의 싸움에 휘말리게 된다.

## 평가
| 평가 |                                               |
| --- | --------------------------------------------- |
| 통합 점수 통합사 점수 메타크리틱 PS3: 65/100 [ 1 ] PC: 66/100 [ 2 ] PS4: 71/100 [ 3 ] NS: 66/100 [ 4 ] 평론 점수 평론사 점수 디스트럭토이드 ( ADF ) 7/10 [ 5 ] 패미츠 33/40 [ 6 ] [ 7 ] IGN 7.3/10 [ 8 ] 닌텐도 월드 리포트 (ADF ) 6/10 [ 9 ] |                                               |
| 통합 점수 |                                               |
| 통합사 | 점수                                          |
| 메타크리틱 | PS3: 65/100 PC: 66/100 PS4: 71/100 NS: 66/100 |
| 평론 점수 |                                               |
| 평론사 | 점수                                          |
| 디스트럭토이드 | (ADF) 7/10                                    |
| 패미츠 | 33/40                                         |
| IGN | 7.3/10                                        |
| 닌텐도 월드 리포트 | (ADF) 6/10                                    |